# 約恩·約恩松
约恩·约恩松（瑞典語：Jon Jönsson；1983年7月8日—）是一位瑞典男子足球運動員。在場上的位置是中場。他現在效力於瑞典足球超級聯賽球隊艾夫斯堡體育會。他也代表瑞典國家足球隊參賽。他之前也曾經效力過馬爾默足球俱樂部等球隊。